# Кужанберля
Кужанберля́ (рос. Кужанберля) — село у складі Домбаровського району Оренбурзької області, Росія.

## Населення
Населення — 70 осіб (2010; 153 у 2002).
Національний склад (станом на 2002 рік):
- казахи — 82 %